# Naso
Pour les articles homonymes, voir Naso (homonymie).
Les Naso ou Teribe sont un groupe indigène du nord du Panama, plus précisément à l'ouest de la province de Bocas del Toro, sur une zone de 1 300 km2 qui comprend les rivières Teribe et San San, avec environ 3 500 habitants. Il s'agit du seul groupe indigène à avoir une monarchie reconnue en Amérique.

## Politique
Les nasos sont gouvernés par un roi. Selon la tradition, seul un homme peut accéder à ce titre, et ce pour la vie. Quand le roi est mort, le titre revient à son frère le plus âgé. Quand il n'y a pas ou plus de frères, c'est le fils le plus âgé qui devient roi, après avoir eu le titre de prince. Si jamais il n'y a personne pour succéder à un roi, tous les hommes mariés du village se réunissent pour en choisir un nouveau.
Toutefois, actuellement, le gouvernement est un mélange de monarchie constitutionnelle et héréditaire. Le roi est choisi au cours d'un vote, et peut être indifféremment un homme ou une femme, mais doit appartenir à la famille Santana, dynastie qui a commencé à gouverner dans la seconde moitié du XXe siècle.
Le palace royal est à Seiyik, la capitale de la région. On y trouve en plus du roi le conseil général, qui s'occupe de l'administration et de la justice, le roi  ayant un rôle principalement cérémonial.

### Rois
- Bass Lee Santana
- Santiago Santana
- Santiago Santana, hijo
- Chalee Santana
- Francisco Santana
- Lázaro Santana - (? - 1973)
- Simeón Santana - (1973 - 1979)
- Manuel Aguilar - (1979 - 25 avril de 1982)
- Rufina Santana - (25 avril 1982 - 30 juillet 1988)
- César Santana - (30 juillet 1988 - 31 mai 1998)
- Tito Santana - (31 mai 1998 - )

## Culture
Les Naso vivent de l'agriculture et de la pêche. Ils parlent le teribe et, pour la majorité, l'espagnol. Certains Naso sont catholiques, mais traditionnellement, les Naso vénèrent Sbö, qu'ils considèrent comme le dieu suprême et le créateur de l'univers. Ils vénèrent également le río Teribe.
Les familles ont une structure nucléaire monogamique, bien que les Naso n'aient pas de rites définis pour le mariage.

## Économie
Un barrage hydro-électrique a été construit à partir de 2007 à proximité du village de Bonyic 9° 21′ 00″ N, 82° 36′ 00″ O, affectant les Naso.